# Hiéroglyphe égyptien Q1

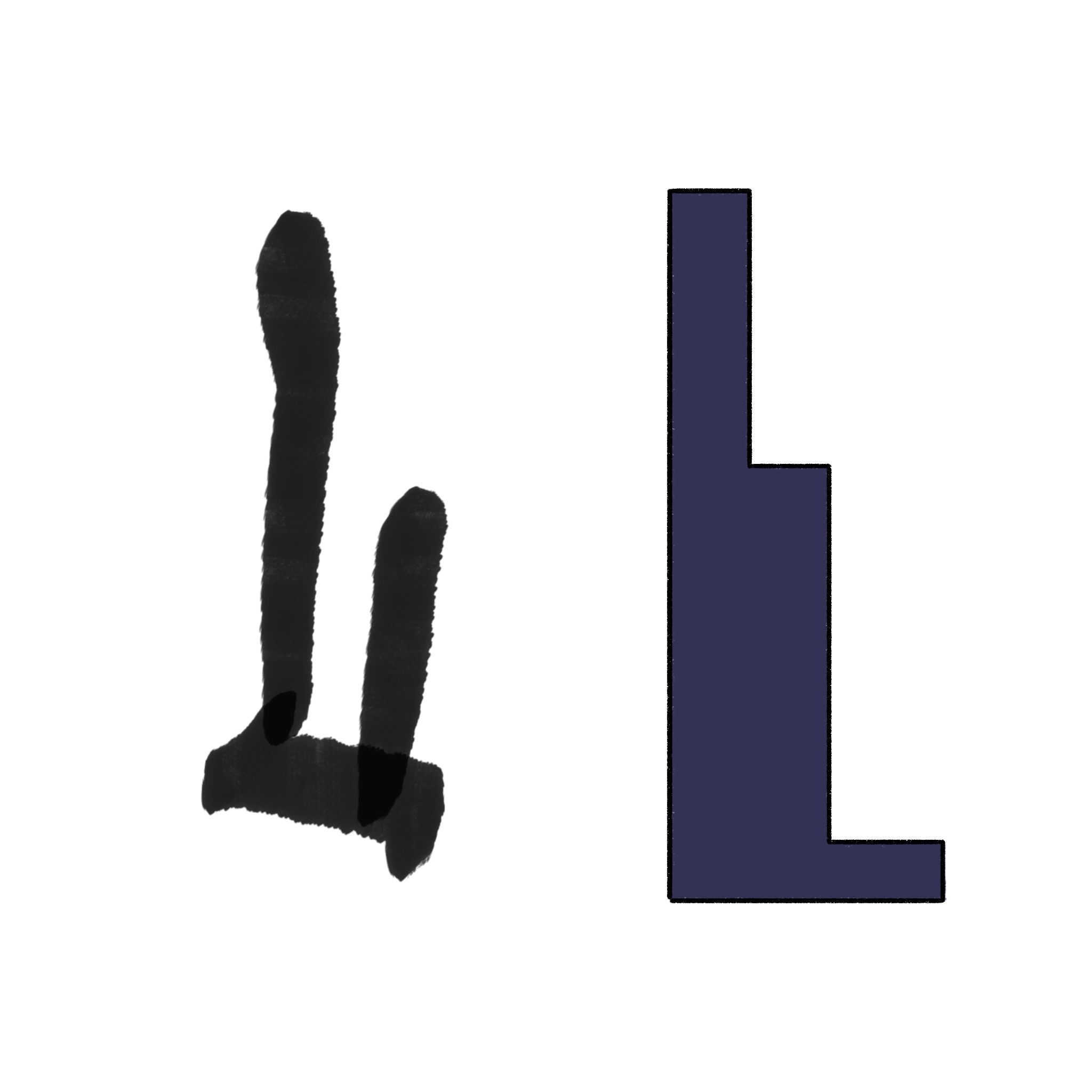
Version hiératique et hiéroglyphique

Le hiéroglyphe égyptien Q1 (trône) est classifié dans la section Q « Mobilier domestique et funéraire » de la liste de Gardiner ; il y est noté Q1.

## Représentation
Il représente un trône. Il est translittéré st, ws, ȝs ou ḥtm.

## Utilisation
| Q1 | t · pr |

| Q1 | t · pr |

 lieu, fondations, terrains, service, bureau, administration, magasin, rang, fonction »,
d'où découle sa fonction en tant que phonogramme bilitère de valeur st.
| Q1 | ir | A40 |

| Q1 | ir | A40 |

« Osiris ».
| Q1 | t | B1 |

| Q1 | t | B1 |

| H | Q1 | t · M3 |

| H | Q1 | t · M3 |

poutre (de grande longueur) »,
d'où découle sa fonction en tant que phonogramme trilitère de valeur ḥtm.

## Exemples de mots
| T34 | Q1 | t · W22 |

| T34 | Q1 | t · W22 |

| U1 | A | Q1 | t | D56 |

| U1 | A | Q1 | t | D56 |

| H | Q1 | t · U15 |

| H | Q1 | t · U15 |